# Boarmia polystrota
Boarmia polystrota är en fjärilsart som beskrevs av George Francis Hampson 1907. Boarmia polystrota ingår i släktet Boarmia och familjen mätare. Inga underarter finns listade i Catalogue of Life.